# Together We'll Never
Together We'll Never è un singolo del gruppo musicale grunge Green River pubblicato nel 1986. Il brano è una versione differente rispetto a quella che, tre anni dopo, il gruppo inserirà nell'album di debutto.

## Tracce
Lato A
1. Together We'll Never

Lato B
1. Ain't Nothing to Do